# Alain Wijffels
Alain Wijffels (né le 26 octobre 1954 à Chêne-Bougeries près de Genève en Suisse) est un historien du droit et professeur d'université belge.

## Biographie
Après ses études à l'Université d'Anvers, à Louvain, Louvain-la-Neuve et à l'Université de Paris II, il est promu docteur en droit en 1985 à l'Université d'Amsterdam. La même année paraissent les deux volumes de sa thèse de doctorat Qui millies allegatur : Les allégations du droit savant dans les dossiers du Grand Conseil de Malines (causes septentrionales, vers 1460-1580). 
En 1994, il est promu Ph.D. à l'université de Cambridge. En 2009, il y obtient le titre de Doctor of Letters pour ses travaux scientifiques. Depuis 2004, il est membre de l' Académie Royale de Belgique ; depuis 2009, de la Commission royale pour la publication des anciennes lois et ordonnances de Belgique, et depuis 2007 de la Société royale hollandaise des sciences(Koninklijke Hollandsche Maatschappij der Wetenschappen)
Wijffels est professeur d'histoire du droit et de droit comparé à l'Université catholique de Louvain et enseigne l'histoire constitutionnelle européenne et le droit international à l'Université de Leiden (Pays-Bas), ainsi que l'histoire comparée du droit public à la Katholieke Universiteit Leuven et à la Katholieke Universiteit Leuven Campus Kortrijk. Il a été professeur invité aux Universités de Bruxelles, Francfort-sur-le-Main, Gand, Nantes, Paris-II et Paris-XII, et il est directeur de recherche au Centre national de la recherche scientifique, membre du Centre d'Histoire Judiciaire de Lille. De 2016 à 2017, il a occupé la Chaire européenne au Collège de France.
De 2012 à 2015, Wijffels a également été chef de sous-projet dans le domaine d'intervention LOEWE de Francfort « Résolution extrajudiciaire et judiciaire des conflits ». Ses recherches portent sur le ius commune de la fin du Moyen Âge au XVIIe siècle, l'histoire du droit judiciaire et de la procédure civile ainsi que histoire du droit commercial du XVe au XVIIe siècle.

## Récompenses
- 1989 : Prix Charles Duvivier de l' Académie Royale des Sciences et des Beaux-Arts de Belgique
- 2002 : Chaire Francqui ( Université de Gand )
- 2002 : Médaille Sarton (Université de Gand)
- 2008 : Citoyenneté honoraire de la Ville de San Ginesio (province Macerata) en Italie.

## Publications
- Qui millies allégatur. Les allégations du droit savant dans les dossiers du Grand Conseil de Malines (causes septentrionales, ca. 1460-1580). 2 tomes. Brill, Leyde 1985,  (ISBN 90-04-07753-7) .
- comme éditeur : Jurisprudence en devenir. Les techniques et méthodes des dossiers judiciaires et des rapports juridiques (= Études comparatives de l'histoire juridique continentale et anglo-américaine. Tome 17). 2 tomes. Duncker & Humblot, Berlin 1997,  (ISBN 3-428-09075-6) et  (ISBN 3-428-09076-4) .
- comme éditeur : L'histoire au tribunal. Expertise et méthodes historiques dans un contexte médico-légal (= Studia forensia historica. Tome 3). Ius Deco Publ., Leiden 2001,  (ISBN 90-74490-03-4) .
- Le code civil entre ius commune et droit privé européen. Bruylant, Bruxelles 2005,  (ISBN 2-8027-2029-5) .
- Introduction historique au droit. France-Allemagne-Angleterre. Presses Universitaires de France, Paris 2010,  (ISBN 978-2-13-057406-4) .
- en tant qu'éditeur : Cours suprêmes européennes. Un portrait à travers l'histoire. Troisième millénaire, Londres 2013,  (ISBN 978-1-906507-40-4) .
- Le droit européen at-il une histoire ? En a-t-il besoin ? (= Leçons inaugurales du Collège de France. 271). Fayard, Paris 2017,  (ISBN 978-2-213-70514-9) .